# ده بالا (مهر)
ده بالا (گله دار)، روستایی از توابع بخش گله‌دار شهرستان مهر در استان فارس ایران است.

## جمعیت
این روستا در دهستان گله‌دار قرار دارد و براساس سرشماری مرکز آمار ایران در سال ۱۳۸۵، جمعیت آن ۳۴۳ نفر (۶۶خانوار) بوده‌است.